# Велика Омутна (Амурська область)
Велика Ому́тна (рос. Большая Омутная) — залізнична станція (населений пункт) у Сковородінському районі Амурської області Російської Федерації. Розташоване на території українського історичного та етнічного краю Зелений Клин.
Входить до складу муніципального утворення робітниче селище Єрофей Павлович. Населення становить 177 осіб (2018).
Заснована в 1910 році. Названа за річкою — Велика Омутна, що протікає поруч. Назва евенкійського походження, сильно спотворена росіянами, створює враження про російськомовне походження назви від слова омут («глибоке місце у водоймі»). Насправді ж гідронім походить від евенкійського амут — «озеро»; «річка, що утворює багато проточних озер».

## Історія
З 20 жовтня 1932 року входить до складу новоутвореної Амурської області.
З 1 січня 2006 року входить до складу муніципального утворення робітниче селище Єрофей Павлович.

## Населення
| 2002 | 2010 | 2012 | 2013 | 2014 | 2015 | 2016 |
| ---- | ---- | ---- | ---- | ---- | ---- | ---- |
| 276  | ↘184 | ↘176 | ↗179 | ↘177 | ↗180 | →180 |
| 2017 | 2018 |      |      |      |      |      |
| ↗182 | ↘177 |      |      |      |      |      |